# Metro van Ho Chi Minhstad

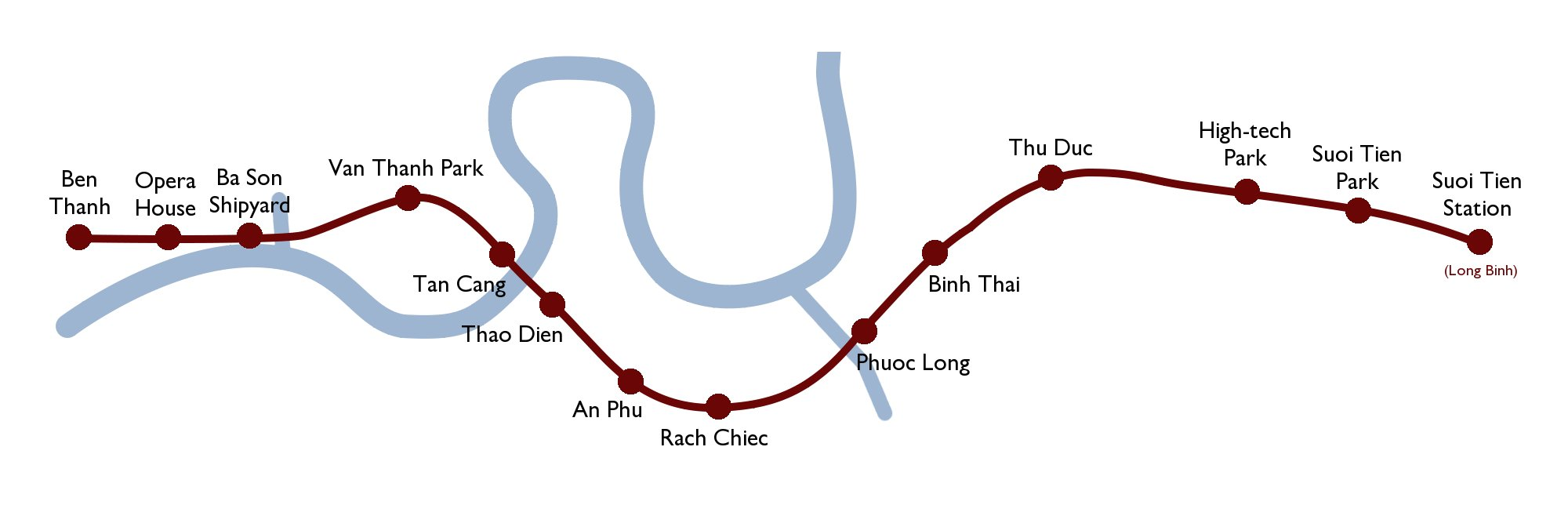
Lijn 1

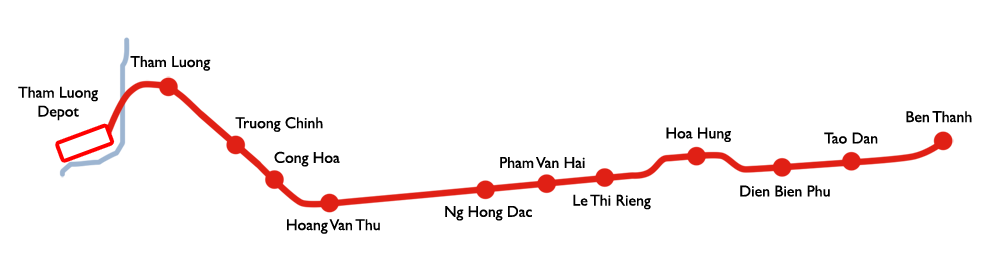
Lijn 2

De Metro van Ho Chi Minhstad (Vietnamees: Dự án đường sắt đô thị Thành phố Hồ Chí Minh)  wordt een metronetwerk in de Vietnamese stad met provincierechten Ho Chi Minhstad. Het netwerk zal bestaan uit vijf lijnen met een gezamenlijke lengte van ongeveer 167 kilometer. 
De eerste lijn zal lopen vanaf de Bến Thành markt naar het Attractiepark Suối Tiên. De lijn zal een lengte hebben van 19,7 kilometer. In deze bijna 20 kilometer zullen er 14 metrostations komen. Naar verwachting zal deze lijn dagelijks gebruikt worden door meer dan 160.000 reizigers. De bouw begon in 2012 en de opening vond plaats op 22 december 2024.